# Sołoszyne
Sołoszyne (ukr. Солошине) – wieś na Ukrainie, w rejonie kobelackim obwodu połtawskiego. Około 830 mieszkańców. Miejsce urodzenia ukraińskiego pisarza, Pawło Zahrebelnego.